# Freycinetia regina
Freycinetia regina är en enhjärtbladig växtart som beskrevs av Benjamin Clemens Masterman Stone. Freycinetia regina ingår i släktet Freycinetia och familjen Pandanaceae. Inga underarter finns listade.